# Black Night
«Black Night» — композиция британской группы Deep Purple, впервые выпущенная синглом (c альтернативной версией композиции «Speed King» вышедшей в альбоме Deep Purple in Rock на второй стороне) в июне 1970 года и поднявшаяся до 2-го места в UK Singles Chart, что на сегодняшний день остаётся наивысшим достижением группы. Это первый сингл, обе стороны которого представляют материал, сделанный классическим составом группы, называемом «Mark II».
Песня была записана в ходе тех же студийных сессий, где был создан материал альбома Deep Purple in Rock, но в альбом включена не была (исключение составил мексиканский релиз).
В 1997 году для юбилейного переиздания альбома In Rock Роджер Гловер сделал студийный ремикс песни, не внося структурных изменений.

## История создания
Разумеется, всё превратилось в безудержную пьянку. Мы проторчали там до закрытия и наконец напились в стельку. Первыми вернулись в студию мы с Ричи. Он взял гитару и сыграл рифф, который показался мне потрясающим. «Ты сделал это! Вот он, наш сингл!..» — я был вне себя. Но Ричи ответил: «Ни в коем случае. Это же Summertime <в версии> Рика Нельсона». С пьяным упорством я стал настаивать на своём и в конце концов победил. Фон, куда мы сбросили всё, что пришло нам в тот момент в голову, был записан менее чем за час, после чего мы с Гилланом набросали слова — глупейшие из всех, что можно было придумать. Название «Black Night» было украдено из песни Episode Six, а потом мы придумали смешные рифмы: night, right, bright — что бы ни приходило в голову, всё шло в дело. На следующий день парни из записывающей компании пришли в восторг от прекрасного сингла, нами для них записанного. «Не смешите нас», — только и сказали им мы на это.Оригинальный текст (англ.)Of course it turned out to uncontrolled drinking. We were in the pub until they closed and finally we all were totally drunk. Ritchie and I were first ones back in studio. Ritchie took his guitar and played a riff, which sounded awfully great for me. «You did it, this is going to be our single», I was excited, but Ritchie said «Absolutely no way, it is 'Summertime' by Ricky Nelson». With drunken stubbornness I hold that idea and finally I had my way. Background, for which we played everything that just occurred to our minds, was ready less than hour and after that Gillan and I did as stupid words as possible. 'Black Night' name was stolen from song by Episode Six and then we invented funny rhymes; night, bright, right - whatever came to our minds was allright. Next day guys from record company got excited about the fine single we did for them. We just told them not to be ridiculous.
Гиллан утверждал позже, что «…часть текста была заимствована из старой песни Артура Алекзандера, ритм — у Canned Heat», конкретно — из песни «On the Road Again».
Основной рифф является копией «(We Ain’t Got) Nothin’ Yet» группы Blues Magoos (1966 год). Позднее Ричи Блэкмор возразил: «Люди говорят мне это, но я даже не знаю Blues Magoos. Я взял рифф из „Summertime“ Рики Нельсона. Я всегда так говорил. Забавно, потому что ведущая гитарная партия в той же песне — это вступление Хендрикса к песне „Hey Joe“. Если вы послушаете, как гитарист Джеймс Бёртон играет на гитаре в первых трех или четырех тактах, то это так и есть».

## Участники
- Иэн Гиллан — вокал
- Ричи Блэкмор — гитара
- Роджер Гловер — бас-гитара
- Джон Лорд — орган Хаммонда
- Иэн Пейс — ударные